# ホープ (神奈川県の企業)
株式会社ホープ（Hope Co., Ltd.）は、かつて遊戯施設向けアミューズメントマシン（エレメカ）の製造販売を中心に営業していた日本の企業である。1950年代～60年代には「ホープ自動車」の社名で軽自動車メーカーとして操業していた。
ここでは株式会社ホープよりアミューズメント事業を継承して設立された株式会社ホープ・アミューズメントについても触れる。

## 概要
太平洋戦争後、自動車開発・生産を目的に「ホープ商会」として設立された。1954年（昭和29年）1月にはホープ商会から「ホープ自動車」に改称。自動車業界撤退後の1974年（昭和49年）4月、ホープへ再改称された。
1950年代中期に「ホープスター」ブランドの軽オート三輪を開発。それまで着目されていなかった軽三輪トラックの市場を拓いた。また、日本初の軽四輪駆動車も開発した。日本の軽自動車市場に、ユニークなジャンルを開拓した、パイオニア的企業だった。
自動車事業が不振となった1960年代中期以降は、遊園地向けの遊具開発に業態転換を図って成功。2000年代前期までは大きく業績を伸ばし、日本国内のみならず国外への遊具輸出も行った。
しかし、2000年代後期以降は経営不振に陥り、操業停止を経て2016年12月31日で株式会社ホープを解散、株式会社KHPに改称され、2017年3月31日に東京地方裁判所の特別清算開始が決定され、実質的倒産に至った。
2015年10月5日に株式会社ホープよりアミューズメント事業を継承した株式会社ホープ・アミューズメントが設立されるも、2016年7月に本社を株式会社ホープ時代から本社を構えていた神奈川県川崎市から神奈川県藤沢市へ移転。その後、2017年9月20日東京地方裁判所より破産開始決定を受け、2018年2月14日に法人格が消滅した。

## 歴史

### 創業者・小野定良
ホープ創業者の小野定良（1921年〈大正10年〉 - 2001年〈平成13年〉）は、香川県三豊郡上高瀬村（現：三豊市）に生まれ、長じて上京、先に東京へ出ていた兄の経営する小型自動車販売修理店で自動車修理業に従事する傍ら、1937年（昭和12年）に東洋商業学校(現・東洋高等学校)を卒業した。
小野は10代の頃から技術開発に対する探求心が強く、当時普及しつつあったオート三輪にも触れて、関心を抱いていた。18歳の頃には早くも当時の内務省の委託で、のち戦後混乱期に「輪タク（自転車タクシー）」として普及する旅客用三輪自転車の原型となった「厚生車」を試作した。
その後に小野は、既にオート三輪業界の大手メーカーとなっていた東洋工業（現・マツダ）で1年間修理技術を学んだ後、陸軍に招集され、輜重兵学校（陸軍自動車部隊）や機甲整備学校の教官助手となった。
終戦後東京に戻った小野は、技能を生かして引き続き自動車修理業に勤しんだが、若い頃から構想していた小型三輪トラックの製作を思い立ち、これを試作するため1951年（昭和26年）に上野で個人商店「ホープ商会」を開業した。
小野は、当時オート三輪の大型化が進行していたために空隙となっていた軽量級トランスポーターの需要を、1949年（昭和24年）に制定されたばかりの軽自動車規格で実現しようとした。

### 軽オート三輪「ホープスター」
開発進行の傍ら、1952年（昭和27年）4月にはホープ商会を株式会社に改組し、12月には長年の構想に基づいた三輪トラックを発売した。愛称は社名に基づく「希望の星」としての期待を込め「ホープスター」とした。
ホープスターのスタイリングは戦前の小型オート三輪に類似するオープンタイプ、バーハンドル仕様であるがより軽快で、オプションで前面風防・屋根幌も装備できた。小さいが、同時代にやはり軽自動車規格に着目したいくつかの企業で開発された華奢な軽オート三輪（リヤカー並みのパイプフレームや、戦前の初期オート三輪同様な片輪のみチェーン駆動などの使用が見られた）と違い、上級オート三輪同様にチャンネルフレームやシャフトドライブを用いた本格的設計を採っており、当時のユーザーによる容赦ない酷使に耐えられたことが、ホープスターの最たる長所であった。
零細メーカーのホープが当初から完成度の高い製品を開発できた背景には、既存メーカー製三輪・四輪トラック用の市販補修パーツを巧みに多用していた実情がある。このテクニックは、当時日本各地の群小零細企業で自動二輪車がアッセンブリー生産されていたことと相通ずるものであった。
ホープスターの心臓となる空冷単気筒・サイドバルブ360 ccエンジンは、戦前から日本に輸入されていたイギリス製オートバイ・サンビームのエンジンを参考に小野定良の手で設計され、取引先の機械メーカーである富士産業に委託して製作されたものだった。しかしその実情は列挙すると、ピストンは「くろがね」750 cc2気筒用、コンロッドやベアリング類は東洋工業「マツダ」車から流用など、ブロック及びヘッド本体以外のパーツの多くが既存他社製品であった。そしてトランスミッション以降のシャフト・後車軸回りの駆動系は日産自動車のダットサントラック用パーツをそのまま利用していた。
既存メーカー車両のパーツはすでに市販車で十分な実績を積んで信頼できる品質であり、パーツ供給面でも、純正補修部品や社外互換部品を、修理業者向けの業販ルートから容易に入手できた。これは修理工場上がりの零細メーカーであるホープにとって都合が良く、またユーザーの立場からは品質やメンテナンス対策を保障する要素となって、新参メーカーながら製品の信頼性を高めることになった。しかし長期的視点においては、エンジン生産などを外部に依存するアッセンブリーメーカーとしての体質を脱することができず、主要部品の自社生産能力を欠いた基礎体力の弱さから、上位の総合メーカーとの競争力を付けられずに、最終的な市場での敗退を招いたとも指摘される。
ホープスターはその本格的設計で市場において成功し、1950年代中期のホープ自動車は生産体制を急激に拡張することになる。
収益は工場拡張や技術者の採用などの好循環を生み、技術的にもユニークなスプリット・シングル方式の「単気筒ダブルピストン式2ストロークエンジン」の新規開発など、意欲的な試みがなされた。日本では他例の無い方式で、機械メーカー・十条精機に移籍したトーハツ出身の技術者の提案でホープスター用パワーユニットとして開発されたものである。大小並列の2ピストン間におけるシリンダ内壁の熱問題が危惧されたが、実用上問題はなく、高出力化を果たして成功を収めた。この頃が経営のピークで、小野定良は当時、自動車業界人の中でも長者番付上位に名を連ねる存在となったほどであった。

### 先駆者の撤退と転進
だがホープが開拓した「軽オート三輪」というユニークな市場は、1955年（昭和30年）頃から四輪トラックに圧迫され始めていた小型オート三輪メーカー各社も着目するところとなった。
1957年（昭和32年）、業界大手のオート三輪メーカーであるダイハツ工業が、当初から全てを専用設計とした軽オート三輪「ミゼット（DK型）」を発売し、テレビコマーシャルを駆使して全国的な市場展開に乗り出した。その他のオート三輪メーカーも、当初から四輪軽トラックを投入した東急くろがね以外、続々と軽オート三輪を開発、市場へ投入した。
既存メーカー各社は、整備された販売網と、小型オート三輪市場縮小に伴って余剰化した生産設備を抱えており、小型オート三輪生産のノウハウによって軽三輪を開発するのも容易であった。1957年から1959年（昭和34年）にかけて一気に巻き起こったこの「軽三輪ブーム」攻勢に、価格競争力や販売網の脆弱な新興企業のホープは対抗しきれず、急速に市場を奪われた。
ホープでは1960年（昭和35年）以降の軽四輪トラック市場の拡大にも対応し、同年、前輪独立懸架装備のボンネットタイプ軽四輪トラック・バンの「ユニカーNT」を開発して市場に投入したが、直後、意外な方面から更なるダメージを受けることになった。
実績のある自社設計エンジンは十条精機への委託生産であり、シャーシに対する供給能力が不足したため、1961年（昭和36年）の3輪モデル「ST」、4輪モデル「OT」では、これに代えて「ガスデン」ブランドの名門エンジンメーカーとして知られていた富士自動車の開発・製造による、水平シリンダ式の空冷直列2気筒・ロータリーバルブ式2ストローク新型エンジンを導入した。このエンジンは本来、富士自動車自体が同年に試作しながら社内事情で市販化に頓挫していた1ボックス貨物車「ガスデンミニバン・M36」用に開発されていたものであった。
新エンジンの採用で在来型よりもキャビン内を拡大することができたが、肝心のガスデンエンジンは新開発でまったく市販実績のないエンジンであった。「コンパクトで高性能」という触れ込みであったが、ホープスターに搭載して市販すると、ロータリーバルブが1万km走行程度で磨耗し、クランクシャフトは強度不足による焼け付きを起こすなど、欠陥品であることを露呈した。ホープはこのエンジンを搭載したモデルのクレーム対策に追われ、経営への悪影響となった。
1962年（昭和37年）にはキャブオーバータイプ4輪トラックの「OV」を送り出し、軽キャブオーバー車流行を追ったが、自社既存軽4輪のパーツを流用した急造製品なのは否めなかった。資本力の乏しさから大手他社の飛躍的進歩に対する追随は困難で、エンジン問題にも追い打ちをかけられ、元々大手に比べて一桁少なかった自動車生産の縮小が進み、1965年（昭和40年）を最後に自動車業界からほぼ撤退した。
小野定良は半生を賭けた自動車生産事業からの撤退に際し、自ら工場従業員の再就職対策に奔走し、数百名の従業員ほぼすべてを路頭に迷わせることなく、人員整理を完遂したという。また提携ディーラーについても、三菱・愛知機械工業との新規代理店提携を斡旋し、後顧の憂いのない措置を講じて責を果たした。
これに先立ち、小野は自動車事業での不振を見越し、高度成長期のレジャーブームの伸長と軌を一にした「遊園地向け遊具の生産」という新たなニッチ産業に着目、新事業として着手していた。競合企業が少なく、しかも需要が広がりつつあった遊具生産ビジネスは時流に乗って大きな成功を収め、ホープは日本の遊具業界での主要メーカーとなった。
なお小野定良は、自動車分野での再起を目して、三菱製の軽自動車用の空冷直列2気筒・ピストンリードバルブ2ストロークエンジンを採用したユニークな軽四輪駆動車（ホープスター・ON型4WD）の開発を試みたが、量産に至らなかった。しかしその基本設計が廉価な代償で鈴木自動車工業 （現・スズキ）に譲渡されたことで、後のスズキ・ジムニーへと発展した。

### 遊具メーカーとしての盛業と衰退
業態転換後は、主に遊園地向け遊具やキッズ向けメダルゲームを主に製造し、遊具業界の代表的メーカーに成長。1998年2月期には31億円余りの売上高を記録し、2000年代初頭までは堅調な業績を上げていた。
しかし、コンピューターゲームの普及やアミューズメント機器の需要形態変化に伴って、2000年代に売り上げが大幅減少、2008年12月期の売上高は10億円を割り込んだ。経営不振に陥ったまま過去の投資等による負債が増大、2015年4月に事業を新たに設立した株式会社ホープ・アミューズメントへ譲渡。ホープ自体は2016年12月に株式総会において会社解散を決議すると同時に、商号をKHPへ変更。2017年3月31日に東京地裁から特別清算開始決定を受け、2017年8月8日に法人格が消滅した。事業を譲受したホープ・アミューズメントも、2017年9月20日に東京地裁から破産手続開始決定を受けた。
ホープが製造し、セガ・インタラクティブが販売した「キャリーボットキャッチャー」、「機動歩兵K-021アレス」などの修理サポートは、セガ・インタラクティブのグループ企業であるセガ・ロジスティクスサービスが、その他の製品の修理サポートはASJ→ショーケンが行っていたが、両社は2019年9月に、部品調達難やホープの技術資料のみでは修理が不可能であることなどから、修理サポートを在庫部品のみでの対応とすることを発表した。「機動歩兵K-021アレス」の修理サポートに関しては、セガ・ロジスティクスサービスは2020年3月25日に修理サポートを終了。ショーケンは映像・制御基板の修理サポートを終了し、他の部品は代替品などで対応するとしている。

## 略年表

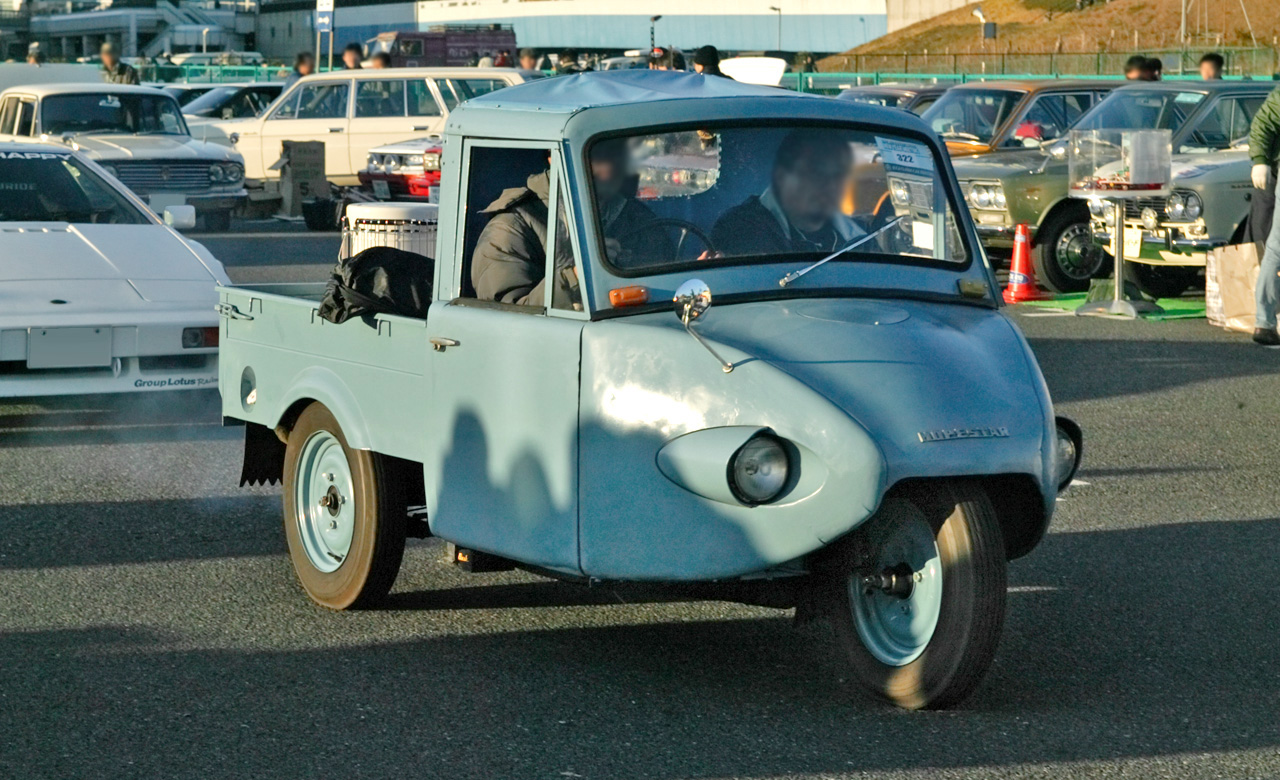
1951年（昭和26年） - 個人経営の「ホープ商会」として東京都台東区で創業。
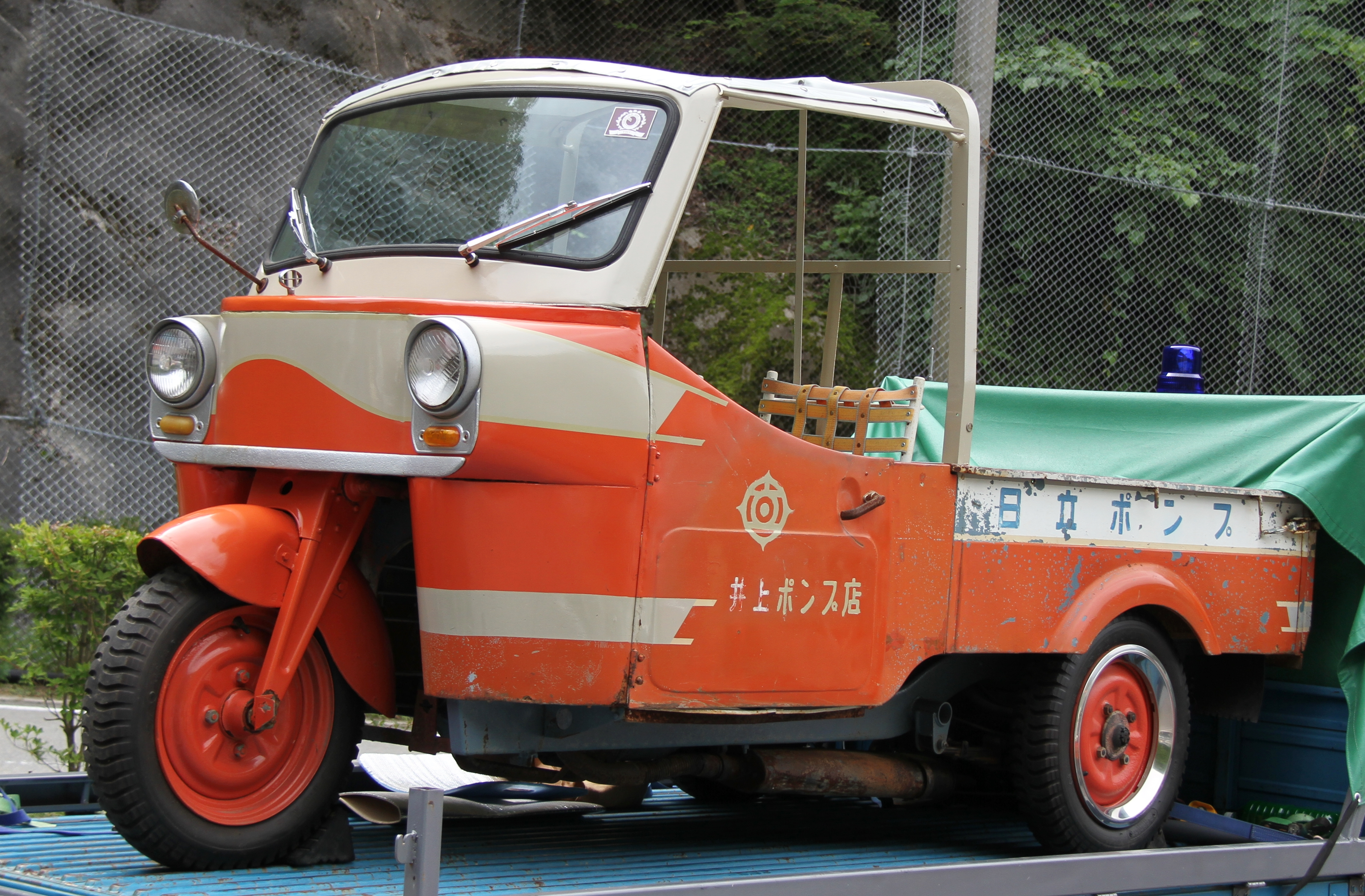
1952年（昭和27年） - 法人化されて株式会社ホープ商会となる。12月、軽三輪トラック「ホープスター」の試作車を完成。翌年から量産。
- 1954年（昭和29年） - ホープ自動車株式会社へ社名変更。東京都港区田町に工場移転。
- 1957年（昭和32年） - 神奈川県川崎市に工場設置。この敷地は直前に小型オート三輪業界から撤退した日新工業（ブランドは「サンカー」）の工場跡地であった。
- 1960年（昭和35年） - 四輪軽トラックの製造および販売を開始。
- 1963年（昭和38年） - 大手自動車メーカーとの競合により販売不振傾向が顕著となっていたことから、新たな業態を模索して遊園地遊具分野に進出。
- 1965年（昭和40年） - 四輪軽トラックの製造・販売を終了（オート三輪は1963年（昭和38年）で量産終了していた）。実質的な自動車業界からの撤退。
- 1967年（昭和42年） - 日本初の軽四輪駆動自動車「ホープスターON型4WD」を開発する。
- 1970年（昭和45年） - 大阪で開かれた日本万国博覧会のパビリオンに自動走行自動車『コンピューターカー』を出展する。
- 1972年（昭和47年） - 自動車販売から撤退し。中古車販売に専念する。
- 1974年（昭和49年） - 株式会社ホープに改称。
- 2002年（平成14年） - ホープモータース、ホープ精機を吸収合併する。
- 2004年（平成16年） - 精機事業部をアミューズメント事業部に統合。
- 2011年（平成23年） - 本社を東京都港区から神奈川県川崎市麻生区へ移転。
- 2015年（平成27年） - 株式会社ホープ・アミューズメントへ事業を譲渡し事業停止。
- 2016年（平成28年） - 解散を決議すると同時に、商号を株式会社KHPへ変更。同時に本店所在地を東京都中央区へ移転。
- 2017年（平成29年） - 東京地裁から特別清算決定を受ける。
- 2017年（平成29年）8月8日 - 特別清算手続の終結を決定。(平成29年8月18日発行　官報本紙 第7084号24頁)
- 2017年（平成29年）9月20日 - アミューズメント事業を譲渡して設立された株式会社ホープ・アミューズメントの破産開始決定。
- 2018年（平成30年）2月14日 - 株式会社ホープ・アミューズメントの法人格が消滅。

## ホープスターブランドの製品

### 三輪車
ホープスター（ON型） 1953年
4サイクル空冷単気筒の富士産業製エンジンを搭載。
SY 1957年（昭和32年）
ユニークな逆U字形燃焼室と、二股のコンロッドに2つのピストンを組み合わせた、十条精機製ロータリーバルブ式2サイクルエンジンを、横置きでアンダーフロアに水平搭載した軽オート三輪。2灯式ヘッドランプと曲面フロントウインドシールドを持つキャブを装備。[[要出典]]
SY-2 1958年（昭和33年）
SM 1960年（昭和35年）
丸ハンドル、小径ホイール（16 → 14インチ）化。
ST 1962年（昭和37年）
新エンジン採用、小径ホイール（14 → 12インチ）化。
- ホープスターSM
- ホープスターSY-2

### 四輪車
NT / ユニカー 1960年（昭和35年）
ホープ自動車初の4輪車。横置き水平アンダーフロアエンジンながら短いボンネットを持つ。ピックアップとライトバンがあった。
OT 1961年（昭和36年）
ユニカーの改良版。三輪のSTと共用部品を増やし、コストダウンを図った。
OV 1962年（昭和37年）
初のキャブオーバー型4輪車。
OV-2
ホープスター・ON型4WD 1967年（昭和42年）
軽自動車初のオフロード4WDにして、ホープ自動車最後の製品。小野定良の個人的プロジェクトの産物という性格を帯び、小野ほか僅か数名のエンジニアにより開発された。生産台数は諸説あるが20台-100台の範囲の少数に留まったとされる。
軽さを活かして、場面によってはジープ以上の機動性を実現した。自社での全部品開発が困難で、また三菱に製造権を売り込む計画もあったことから、三菱の軽トラック用空冷エンジンや三菱・ジープのホイールなどを使用していた。商業的には成功せず、三菱に製造権買取を打診するも拒否され、その後交渉を行ったスズキの鈴木修が関心を示しスズキエンジンの試作車が3台作られた。試験結果が良好であったことからON型4WDの製造権は鈴木自動車工業に買い取られ、その後大幅な改設計の上でジムニーとして発売された。

## 地方支社
- 和歌山ホープ自動車
- 西播ホープ自動車
- 香川ホープ自動車
- ホープ自動車販売
- 奈良ホープ自動車（株）
- 中央ホープ自動車
- 東都ホープ自動車